# Maurizio Micheli
Maurizio Micheli (Livorno, Toscana; 3 de febrero de 1947) es un actor, doblador y director italiano.

## Biografía
Maurizio Micheli nació en Livorno en 1947 y creció en Bari. Estudió teatro en el Piccolo Teatro di Milano de Milán. Comenzó su carrera en la década de 1970 como actor dramático en pequeños teatros milaneses y escribiendo y dirigiendo una serie de espectáculos de cabaret.
En el cine Micheli trabajó especialmente con Sergio Corbucci (en las películas Sono un fenomeno paranormale en 1985, Rimini Rimini y Roba da ricchi en 1987) y con Steno (en las películas Mani di fata en 1983 y Animali metropolitani en 1987). Ganó popularidad gracias a la película Il commissario Lo Gatto (1986) dirigida por Dino Risi.
Podemos mencionar, entre otros, L'opera dello sghignazzo de Darío Fo, Buenas noches Bettina con Benedicta Boccoli, Un paio d'Ali de Garinei e Giovannini, La presidentessa con Sabrina Ferilli, Il letto ovale con Barbara D'Urso e Italiani si nasce con Tullio Solenghi.
Micheli publicó su autobiografía en 1996 bajo el título Sciambagne!. En 2002 publicó la novela Garibaldi amore mio.

## Filmografía selecta
- Allegro Non Troppo (1976)
- Café Express (1980)
- Mani di fata (1982)
- Heads I Win, Tails You Lose (1982)
- I Am an ESP (1985)
- Il commissario Lo Gatto (1987)
- Roba da ricchi (1987)
- Rimini Rimini (1987)
- Rimini Rimini - Un anno dopo (1988)
- Cucciolo (1998)
- Commediasexi (2006)
- Valzer (2007)
- The Cézanne Affair (2009)
- Pinocchio (2012)
- Women Drive Me Crazy (2013)
- Quo vado? (2016)

## Reconocimientos
- Orden al Mérito de la República Italiana - Oficial: — Roma, 27 de diciembre de 1999[3]